# Sankt Georg (Hollenbach)
Sankt Georgen ist ein Gemeindeteil der Gemeinde Hollenbach im schwäbischen Landkreis Aichach-Friedberg.

## Geographie
Die Einöde liegt etwa eineinhalb Kilometer südlich von Igenhausen auf der Gemarkung Igenhausen.

## Geschichte
Seit dem zweiten Gemeindeedikt von 1818 bis zum 31. Dezember 1970 gehörte Sankt Georg zur Gemeinde Igenhausen im Landkreis Aichach. Die Gemeinde Igenhausen wurde im Zuge der Gebietsreform in Bayern zum 1. Januar 1971 nach Hollenbach eingemeindet, wodurch Sankt Georg ein Gemeindeteil von Hollenbach wurde.